# Волконский, Владимир Иванович
Князь Влади́мир Ива́нович Волко́нский — стольник, воевода и окольничий во времена правления Алексея Михайловича, Фёдора Алексеевича, правительницы Софьи Алексеевны, Ивана V и Петра I Алексеевичей.
Младший сын из 6 сыновей князя Волконского Ивана Фёдоровича Волконского-Чермного, из 1-й ветви княжеского рода Волконских.

## Биография
Стряпчий (1640). В службе (с 1640 по 1694). Из стольников царицы Евдокии Стрешнёвой пожалован (12 апреля 1642) стольником царя Алексея Михайловича. Сопровождал Государя: в Саввино-Сторожевский монастырь, который служил загородной царской резиденцией, на открытие надвратного храма Животворящей Троицы (22 мая 1650), Троице-Сергиев монастырь (сентябрь 1650), Звенигород (30 ноября 1650), село Покровское (07 декабря 1650).  Сопровождал Государя в литовском походе (1654). При посещении грузинского царя Теймураза Давыдовича за столом "пить носил" (06 июля 1658). За объявлении о рождении царевича Алексея Алексеевича получил придачи к поместному окладу (1658). Упоминается стольником у государева стола в Грановитой палате (1660). Дневал и ночевал у гроба царевича Алексея Алексеевича (05 февраля 1670). Воевода в Переславле-Северском (1673). Назначен воеводой в Канёв, но не поехал по болезни (1674). За объявление наследника царевича  Фёдора Алексеевича, получил придачу 100 четвертей земли (01 сентября 1674). Стряпчий (1676). Вместе с подьячим Михаилом Глуховым составлял переписную книгу крестьян села Воскресенское, принадлежащее князю В.В. Голицыну (1678). Дневал и ночевал у гроба царя Алексея Михайловича (06 мая 1682). Отправлен на службу в Каргополь (23 мая 1682), за службу и бои получил право перевести из поместья в вотчину земли в Рязанском и Костромском уезде. Стольник (1686-1691). За "вечный мир" с Польшей дана прибавка к жалованию 140 четей (1686), а также перевод из поместий в вотчину земель в Суздальском уезде. Пожалован в окольничие (22 октября 1691). Шёл за Честными крестами и Святыми иконами из собора Успения пресвятой Богородицы в Донской монастырь (1693 и 1694).

## Семья
Жена — Татьяна Никифоровна Вьюровская (её мать Матрёна была за 2-м мужем Василием Бутурлиным).
Дети:
- Князь Волконский Дмитрий Владимирович (ум. 1704) — пожалован в стольники (1686), находился в Опочке, Изборске и Острове для переписи недорослей (1696).
- Княжна Авдотья Владимировна — муж Михаил Фомич Грушецкий — двоюродный брат царицы Агафьи Семёновны Грушецкой, которая была замужем за царём Фёдором Алексеевичем. Так же Михаил Фомич боярин (в чине жилец) и комнатный стольник (1681—1692).
- Княжна Аграфена Владимировна — в 1-м браке (с 1697) за Григорием Никифоровичем Акинфовым, во 2-м браке (с 1710) за Афанасием Михайловичем Елизаровым.

## Поместья
- 10 мая 1655 в Соболевской п. в Каменском стане Рязанского уезда и в д. Артюхово Костромского уезда ему дано имение 100 четвертей в сц. Лушки, пп. Андрюшиной, Макаровой и Шулиной Московского уезда. В 1704 г., это поместье записано на его сына Дмитрия; в 1709 — на внука Александра. А в 1751 солдат Семёновского полка князь Пётр Александрович продал его помещице М. К. Беклемишевой.
- 2 декабря 1657 кн. Владимиру Ивановичу, было дано поместье жены его, Татьяны Никифоровны Вьюровской, в Подлипной п. Суздальского уезда.
- 10 августа 1659 ему было дано из поместья в вотчину с поместного оклада 930 четвертей — 186 четвертей в с. Клязьменское городище, Стародуб-Ряполовского стана, Суздальского уезда на р. Клязьме. 5 августа 1691 кн. Владимир Иванович Волконский дал в приданое, за дочерью Авдотьей, Михаилу Фокичу Грушецкому, свою суздальскую вотчину.
- В 1677 за ним состояло поместье в с. Канищево Рязанского уезда.
- 10 августа 1695 ему достались по разделу с племянниками кн. Семёном и кн. Дмитрием Давыдовичами 100 четвертей в д. Соболево и п. Клин; 25 четвертей в с. Митинское; 68 четв. в с. Насилово; 43 четв. в с. Волынь и другие в Рязанском уезде.
- В 1697 вотчина окольничего кн. Владимира Ивановича в с. Остроухово, сельцо Тереховское и д. Поярково Рязанского уезд дана его вдове кн. Татьяне Никифоровне, с сыном Дмитрием.

## См.также
- Пётр Михайлович Волконский